# 中共天津市委信访办公室
中共天津市委信访办公室，与天津市人民政府信访办公室一个机构两块牌子，是中共天津市委主管接待群众来访，保证信访渠道畅通工作的直属机构。

## 内设机构
- 信访办
- 秘书处
- 办信处
- 来访接待处
- 督察处
- 研究室
- 人事处[1]